# Gur-Sprachen
Die Gur-Sprachen oder voltaischen Sprachen bilden eine Untereinheit des Nord-Volta-Kongo-Zweigs der Niger-Kongo-Sprachen.
Die etwa 75 Gur-Sprachen werden in einem zusammenhängenden Territorium, das vom Südosten Malis über die nördliche Elfenbeinküste, Ghana, Togo und Benin bis nach Burkina Faso und Nigeria reicht, von insgesamt etwa 15 Millionen Menschen gesprochen.

## Bezeichnung
Der Name „Gur“ wurde 1895 von Gottlob Krause vorgeschlagen, da einige Sprachen dieser Gruppe die erste Silbe Gur- aufweisen (z. B. Gurma, Gurunsi, Gurenne). Die Bezeichnung „Voltaisch“ nimmt Bezug auf den Volta-Fluss, sie wird vor allem in der französischen Fachliteratur verwendet (langues voltaïques).

## Bedeutende Gur-Sprachen
Die mit Abstand bedeutendste Gur-Sprache ist das Mòoré, die Sprache der Mossi (mit 7 Mio. Sprechern einschließlich der Zweitsprecher). Sie ist die Hauptverkehrssprache von Burkina Faso und wird auch in Mali, Togo, Benin und der Elfenbeinküste gesprochen. Andere bedeutende Gur-Sprachen mit mindestens 500.000 Sprechern sind Dagaari, Frafra, Dagbani, Kusaal, Gurma, Konkomba, Tem (Verkehrssprache in Togo), Kabiyé, Lobiri und Bariba. Die größeren Sprachen sind in der folgenden Klassifikation aufgeführt.

## Klassifikation der Gur-Sprachen
Die genetische Einheit der Kerngruppe „Zentral-Gur“ ist seit langem unbestritten, die Zugehörigkeit einzelner Sprachen außerhalb dieses Kerns nach wie vor ungeklärt. Früher wurden auch das Dogon und die Senufo-Sprachen zu den Gur-Sprache gerechnet (z. B. Bendor-Samuel 1971, De Wolf 1981), Dogon wird heute eher als isolierter Primärzweig des Niger-Kongo, Senufo als ein Parallelzweig des Gur innerhalb des Nord-Volta-Kongo angesehen. Die genetische Nähe der Gur-Sprachen zu den Kwa- und Benue-Kongo-Sprachen gab den Anlass, innerhalb des Niger-Kongo die Einheit Volta-Kongo einzuführen.
Klassifikation der Gur-Sprachen (nach Manesssy 1975)
- Gur
  - Zentral-Gur
    - Nord
      - Oti-Volta
        - Ost: Ditammari (120 Tsd.)
        - West
          - Nordwest: Moore (7 Mio.), Dagaari (1,1 Mio.), Frafra (550 Tsd.), Birifor (200 Tsd.), Wali (100 Tsd.)
          - Südost: Dagbani (500 Tsd.), Mampruli (230 Tsd.), Kusaal (500 Tsd.)

        - Gurma: Gurma (800 Tsd.), Moba (200 Tsd.), Ntcham (150 Tsd.), Konkomba (450 Tsd.)
        - Yom-Nawdm: Nawdm (150 Tsd.)
        - Buli-Koma: Buli (130 Tsd.)

      - Bwamu: Bwamu (100 Tsd.), Bomu (West-Bwamu) (160 Tsd.)
      - Koromfe: Koromfe (Kurumfe, Kurumba) (150 Tsd.)

    - Süd
      - Gurunsi: Tem (300 Tsd., mit Zweitspr. 1,2 Mio.), Kabiyé (700 Tsd.), Lama (180 Tsd.), Lukpa (125 Tsd.);
Kasem (200 Tsd.), Lyele (250 Tsd.), Nuni (220 Tsd.); Sisaala (170 Tsd.)
      - Kirma-Tyurama: Tschurama
      - Lobi-Dyan: Lobiri (Miwa) (450 Tsd.)
      - Gan-Dogose
      - Khe-Dogoso

  - Bariba: Bariba (Bargu) (560 Tsd.)
  - Kilango: Kulango (250 Tsd.)

Folgende kleinere Einzelsprachen werden mit Vorbehalt auch dem Gur zugerechnet: Teen-Loma, Tiefo, Tusia, Viemo, Wara-Natioro.

## Sprachliche Charakteristik
Fast alle Gur-Sprachen haben ein Nominalklassensystem, die meisten zeigen Konkordanz. Durchschnittlich gibt es 11 Nominalklassen, die durch Suffixe markiert werden, einige Sprachen (z. B. Tem) besitzen noch Klassenpräfixe bei häufig vorkommenden Substantiven. Die Wortstellung im Satz ist SVO, in der Regel werden Postpositionen verwendet, nur „mit“ ist in vielen Gur-Sprachen eine Präposition. Genitivattribute und Possessivpronomina stehen vor dem Nomen, das sie näher bestimmen, Adjektivattribute, Demonstrativa und Numerale folgen ihrem Nomen, wobei nicht immer Konkordanz herrscht. Einige Adjektive haben unabhängige Klassenpräfixe für Singular und Plural, die nicht in Konkordanz mit dem Nomen stehen. Die meisten Gur-Sprachen sind Tonsprachen mit zwei bis drei Tonhöhen, das Bariba besitzt sogar 6 differenzierte bedeutungsrelevante Tonvarianten. Ein Beispiel für eine Gur-Sprache ohne bedeutungsunterscheidende Tonhöhen ist Koromfe.